# Lista de membros da Royal Society eleitos em 1829
Membros da Royal Society eleitos em 1829.

## Fellows of the Royal Society (FRS)
1. Francis Basset (1757-1835)
2. Joseph Bosworth[2] (1789-1876)
3. William Cavendish[3] (1808-1891)
4. Henry Coddington[4] (died 1845)
5. William Cole, 3.º Conde de Enniskillen (1807-1886)
6. Bransby Blake Cooper[5] (1792-1853)
7. Alexander Crombie[6] (1762-1840)
8. William Frederick Edwards (1776-1842)
9. John Elliotson[7] (1791-1868)
10. George Evelyn (1791-1829)
11. John Forbes[8] (1787-1861)
12. Henry Hennell (m. 1842)
13. George Henry Hutchinson (m. 1852)
14. Sir John William Lubbock[9] (1803-1865)
15. Ebenezer Fuller Maitland (1780-1858)
16. John Maxwell (1791-1865)
17. Charles Phillips (m. 1840)
18. William Pole (1798-1884)
19. Sir David Pollock[10] (1780-1847)
20. Isaac Robinson (m. 1839)
21. John Robert Steuart (m. 1853)
22. John Stuart-Wortley (1801-1855)
23. Charles Tennyson d'Eyncourt (1784-1861)
24. Nathaniel Wallich[11] (1786-1854)
25. Alexander Luard Wollaston (1804-1874)

## Foreign Members of the Royal Society (ForMemRS)
1. Antoine Laurent de Jussieu (1748-1836) formemrs